# Johanne Walhorn
Johanne Walhorn (* 19. Februar 1911 in Düsseldorf; † 24. Mai 1995 auf Ischia) war eine deutsche Rechtsanwältin und Ratsfrau der Stadt Münster.

## Leben
Johanne Walhorn studierte nach der Schulzeit Jura, musste das Studium aber 1935 abbrechen. Sie lebte ab 1937 in Münster und heiratete im selben Jahr den Journalisten Ernst Walhorn, mit dem sie zwei Kinder hatte. 1945 nahm sie das Studium wieder auf und legte 1947 das Assessorexamen ab.
Am 29. März 1949 wurde Johanne Walhorn zur Rechtsanwaltschaft zugelassen. Ihre Zulassungsgerichte waren das Amtsgericht und das Landgericht Münster. Am 23. März 1964 wurde sie zur Notarin ernannt. Sie unterhielt mit zwei weiteren Rechtsanwälten eine Bürogemeinschaft am Domplatz in Münster. Sie blieb bis zuletzt beruflich aktiv.
Am 24. Mai 1995 starb sie 85-jährig während eines Urlaubs auf Ischia (Italien). Ihr Grab befindet sich auf dem Waldfriedhof Lauheide in Münster.

## Politische Aktivitäten und soziales Engagement
Vom 14. Oktober 1963 bis zum 3. Februar 1975 war Johanne Walhorn für die SPD im Rat der Stadt Münster, in den sie im Nachrückverfahren gelangt war. In dieser Zeit war sie in 23 Ausschüssen und Gremien der Stadt Münster tätig, etwa dem Ausschuss für Familienfragen, Wirtschaft und Werbung und in der Kommission für die Unterbringung von Obdachlosen. Am 3. Februar 1975 legte sie ihr Mandat nieder.
Johanne Walhorn begründete nach dem Zweiten Weltkrieg den Deutschen Hausfrauenbund in Münster neu. Von 1949 bis 1970 – nach anderen Quellen bis 1973 – war sie Vorsitzende der Kreisgruppe des Hausfrauenvereins Münster (DHB). 1951 erschien unter ihrer Redaktion wieder die Münsteraner Hausfrauenzeitung. In Anerkennung ihrer langjährigen Tätigkeit wurde sie 1970 zur Ehrenvorsitzenden ernannt.
Am 13. Oktober 1951 initiierte sie den „Fleischstreik“. Hintergrund war, dass die Regierung im Juni 1951 Zollvergünstigungen für Fleischeinfuhren aufgehoben hatte. Aufgrund der Reaktion der Hausfrauenverbände wurden die Vergünstigungen wieder eingeführt.
1948 war sie Mitbegründerin der Volksbühne in Münster und arbeitete später als Mitglied im Kulturbeirat der Turngemeinde mit.
1956 entstand auf ihre Initiative hin der Verein Anna-Krückmann-Haus e.V. in Münster, ein Frauen- und Elternbildungswerk, dessen Vorsitz sie bis 1972 innehatte.
1964 baute sie die Kreisgruppe Münster des Deutschen Paritätischen Wohlfahrtsverbandes auf. Von 1964 bis 1973 gehörte sie den Vorständen der Kreisgruppe Münster und des Landesverbandes NRW des Paritätischen Wohlfahrtsverbandes an.
1966 gründete sie in Münster die Initiative für „Essen auf Rädern“.
1975 wurde in Münster die Verbraucherberatungsstelle eingerichtet. An deren Einrichtung hatte Johanne Walhorn maßgeblich mitgewirkt. So berichtete sie bereits am 30. Mai 1972 im Rat der Stadt Münster als Ratsfrau über die Gründung der Arbeitsgemeinschaft für Verbraucherfragen und wies auf die Dringlichkeit der Einrichtung einer Verbraucherberatungsstelle hin.
1950 wurde sie in den ständigen Presseausschuss des 1948 gegründeten Deutschen Juristinnenbundes gewählt.
Im Oktober 1990 vertrat Johanne Walhorn den Deutschen Juristinnenbund beim 25. Kongress der FIDA ("Spanish Federacion Internacional de Abogadas", einem internationalen Juristinnen-Verband, der seit 1954 den Status eines Beraters bei der UN hat) in Cartagena, Kolumbien. Der Deutsche Juristinnenbund war Mitglied in der FIDA, Johanne Walhorn war aber auch persönlich Mitglied.
1990 gründete sie die Regionalgruppe Westfalen (Bielefeld/Münster) des Deutschen Juristinnenbundes mit zunächst 33 Mitgliedern.

## Auszeichnungen, Ehrungen
1972 erhielt sie den Verdienstorden des Landes Nordrhein-Westfalen. Am 11. April 1974 wurde sie auf Vorschlag des damaligen Ministerpräsidenten des Landes Nordrhein-Westfalen Heinz Kühn mit dem Verdienstkreuz am Bande der Bundesrepublik Deutschland ausgezeichnet.
1989 erhielt sie die  Goldene Ehrenplakette des Paritätischen Wohlfahrtsverbandes.
Am 25. Oktober 1993 wurde ihr für ihre Verdienste um die Stadt die Paulus-Plakette der Stadt Münster verliehen. Bei der Verleihung hielt Johanne Walhorn eine Dankesrede. Der Rat der Stadt Münster hatte zuvor die Auszeichnung ohne eine Gegenstimme beschlossen. Johanne Walhorn war die dritte Frau in der Geschichte der Stadt, die diese Plakette erhalten hat. So war sie auch 1993 die einzige Frau neben acht Männern, die diese Ehrung erhielt.
Im Jahr 2005 wurde im Münsteraner Erphoviertel der Johanne-Walhorn-Weg nach ihr benannt (Beschluss der Bezirksvertretung Münster-Mitte vom 12. April 2005).